# Svir'
Il fiume Svir' (in russo: Свирь, in finnico e careliano: Syväri, in estone: Sviri) è un fiume nel nord est dell'oblast' di Leningrado in Russia. È un emissario del lago Onega e dirigendosi verso ovest diventa l'immissario principale del lago Ladoga, così da connettere i due più grandi laghi d'Europa. Sullo Svir, che fa parte del Canale Mar Bianco-Mar Baltico, sono costruite due centrali idroelettriche.
Il suo maggior affluente di destra è la Važinka; i suoi affluenti di sinistra, invece, sono l'Ojat' ed il Paša.
Lo Svir' attraversa alcune cittadine:
- Lodejnoe Pole
- Podporož'e
- Svir'stroj
- Krasnyj Bor
- Nikol'skij
- Važiny
- Verchnie Mandrogi
- Alëchovščina
- Savinka

Presso il fiume si trova il monastero di Aleksandr Svirskij, che venne usato per ospitare lo Svirlag (uno tra i più tristemente noti gulag).
L'intera zona fu teatro di combattimenti durante la guerra di continuazione (1941-1944).